# Ašraf Ghaní
Ašraf Ghaní Ahmadzaj (paštunsky: اشرف غني احمدزی (Ašraf G͟hanī Aḥmadzaj), persky: اشرف غنی احمدزی (Ašraf G͟hanī Aḥmadzaj); * 19. května 1949, Lógar, Afghánistán) je bývalý prezident Afghánistánu, ekonom a antropolog. Prezidentský úřad zastával od 29. září 2014 do 15. srpna 2021.

## Život

### Dřívější působení
Dříve zastával funkci ministra financí a byl ekonomem Světové banky.

### Prezidentské volby 2014
První kolo prezidentské volby v dubnu 2014 vyhrál Ghaního protivník, bývalý ministr zahraničí Abdulláh Abdulláh. Druhé kolo, které mělo rozhodnout mezi těmito dvěma muži, se odehrálo v červnu. Za vítěze se však poté s odkazem na volební podvody prohlásili oba kandidáti. Americký ministr zahraničí John Kerry pak přislíbil revizi osmi milionů hlasovacích lístků pod dohledem OSN.
V září 2014 se oba kandidáti dohodli na rozdělení moci s tím, že Ghaní se stane prezidentem a Abdulláh získá nově vytvořenou funkci „výkonného premiéra" s rozšířenými pravomocemi.
Afghánská volební komise poté Ghaního prohlásila za vítěze prezidentských voleb. Připustila přitom hrubé nedostatky ve volebním procesu. Podle zdrojů agentury AP ve volbě zvítězil Ghaní ziskem 55 procent hlasů.

### Prezidentem 2014–20
V roce 2016 označil jako mučedníka jednoty národa Abdula Ali Mazariho, zavražděného Talibánem.

#### Prezidentské volby 2019
V prezidentských volbách konaných na konci září 2019 se rozhodl obhájit svůj mandát. Jeho kampaň byla 11 dní před volbami poznamenána útokem sebevražedného atentátníka, při němž zemřelo 26 lidí. Ghaní byl přítomen, vyvázl však bez zranění. Předběžné výsledky voleb, hovořící ve prospěch Ghaního, byly oznámeny v prosinci, ty celkové pak až v únoru 2020, kdy byl Ghaní oficiálně označen za vítěze se ziskem 50,64 % hlasů. Abdulláh ani tentokrát výsledek voleb neuznal a oznámil, že vytvoří vlastní vládu. V březnu oba paralelně provedli inauguraci. Dvojvládí skončilo až v květnu, kdy rivalové podepsali dohodu o dělbě moci.

### Útěk ze země v srpnu 2021
Po odchodu vojsk Spojených států ze země v roce 2021 dobyl Tálibán celé území Afghánistánu. Posledním dobytým městem se stalo 15. srpna 2021 hlavní město Kábul. Ašraf Ghaní v souvislosti s tím uprchl ze země, dle zdrojů do Tádžikistánu či Uzbekistánu. Po několika dnech vyšlo najevo, že je ve Spojených arabských emirátech.